# ER-X
گیرندهٔ استروژن-ایکس (انگلیسی: ER-X) نوعی گیرندهٔ سطحی است که به «۱۷آلفا-استرادیول» و «۱۷بتا-استرادیول» متصل می‌شود و از دستهٔ گیرنده‌های غشایی استروژن (mER) است.
این گیرنده نوعی هومولوژی توالی ساختمانی با گیرنده‌های ERα و ERβ دارد و مسیر پیام‌رسانی MAPK/ERK را فعال می‌کند. این گیرنده نسبت به داروی ضد استروژن فولوسترانت غیرحساس است و واکنشی به آن نشان نمی‌دهد.